# Rambhai Barni
Rambhai Barni de Siam (en tailandés: รำไพพรรณี rtgs: Ramphaiphanni, la pronunciación tailandesa: [rām.pʰāj.pʰān.niː]), antes Su Alteza Serenísima la princesa Rambhai Barni Svastivatana (en tailandés: รำไพพรรณี สวัสดิวัตน์; rtgs: Ramphaiphanni Sawatdiwat, 20 de diciembre de 1904 - 22 de mayo de 1984), fue la esposa y reina consorte del rey Prajadhipok de Siam.

## Primeros años

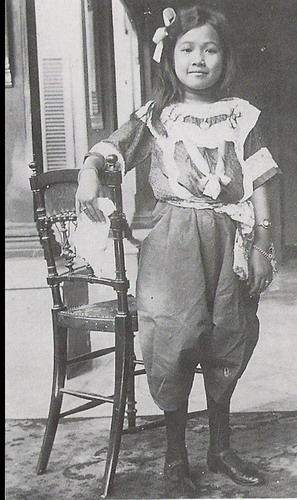
Joven Rambhai Barni

La princesa Rambhai Barni Svastivatana nació el 20 de diciembre de 1904, hija del príncipe Svasti Sobhana, príncipe de Svastivatana Visishta (hijo del rey Mongkut y la princesa Piyamawadi) y de la princesa Abha Barni Gaganang. La apodaron Thanying Na o princesa Na (en tailandés: ท่านหญิงนา). A la edad de dos años entró en el palacio, para ser "dada" a una reina para la educación como era la costumbre. En el caso de la princesa Rambhai Barni fue la reina Saovabha, esposa del rey Chulalongkorn (su tía). Desde entonces vivió en el palacio Dusit.
Después de la muerte del rey Chulalongkorn en 1910, fue trasladada al Gran Palacio, donde estudió en la Escuela Rajini (o Escuela de la Reina) establecida por la reina Saovabha. Durante este período, se hizo muy cercana a su primo, el hijo menor de la reina Saovabha, el príncipe Prajadhipok Sakdidej, el príncipe de Sukhothai. En 1917 el príncipe Prajadhipok y la princesa Rambai Barni se casaron en el palacio Bang Pa-In y recibieron las bendiciones de su nuevo cuñado, el rey Vajiravudh, después de completar sus estudios en el extranjero y el período consuetudinario del monacato. La pareja vivió en la residencia del príncipe en Bangkok, el Palacio de Sukhothai.

## Reina
En 1925 el rey Vajiravudh murió sin dejar ningún sucesor masculino (su única hija, la princesa Bejaratana Rajasuda, nació un día antes y la ley del palacio dictó que el trono debe pasar al siguiente varón hermano mayor del rey). La corona se pasó entonces a su hermano menor y heredero. El marido de la princesa Rambhai Barni ascendió al trono como el rey Prajadhipok (o Rama VII), le fue dado inmediatamente el título apropiado de reina consorte de Siam. Prajadhipok siguió el abandono de su hermano de la poligamia y en cambio tuvo una reina. Tanto el rey como la reina recibieron educaciones europeas modernas en su juventud. Una vez que heredaron el trono se pusieron a modernizar la institución de la monarquía, copiando el vestido y las costumbres europeas.
El rey y la reina pasaron la mayor parte de su tiempo lejos de Bangkok, prefiriendo en lugar de quedarse en la ciudad turística de la playa de Hua Hin en la provincia de Prachuap Khiri Khan en un palacio llamado Kai Kangwon (o "lejos de preocupaciones") que habían construido. En junio de 1932 cuando se informó a la pareja real de la revolución instigada por el Khana Ratsadon, que exigía al rey absolutista una constitución para el pueblo de Siam. El evento sería un punto de inflexión para Rambai Barni y su esposo, ya que el gobierno absoluto de la Casa de Chakri fue reemplazado por un régimen constitucional.
En 1933, la pareja dejó Siam para Europa, donde el rey debía tener una operación ocular en Inglaterra. A pesar de la larga distancia, el rey siguió luchando con su gobierno en Bangkok, a través de cartas y telegramas. La lucha llegó a un punto crítico cuando el gobierno se negó a aceptar el antiguo poder de perdón de Prajadhipok. El rey amenazó primero, pero cuando fue ignorado, decidió abdicar su trono el 2 de marzo de 1935. Le sucedió su sobrino Ananda Mahidol. La pareja se instaló en Surrey, primero en Knowle House, luego en Glen Pammant.

## La vida en el exilio

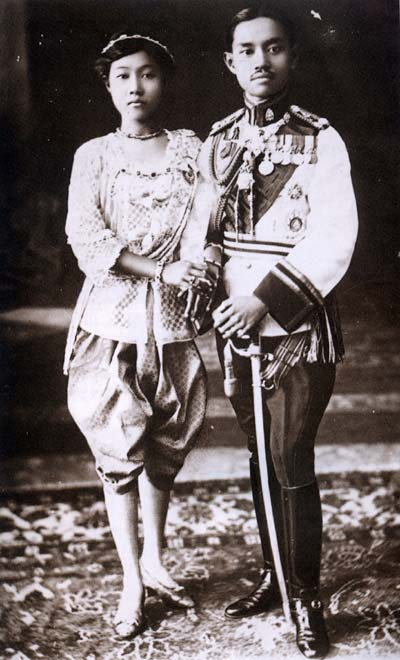
La Reina y su esposo, el Rey Prajadhipok (Rama VII)

La pareja se trasladó de nuevo a Vane Court, la casa más antigua de la aldea de Biddenden en Kent. Llevaron allí una vida pacífica, jardinería por la mañana y el rey escribiendo su autobiografía por la tarde. En 1938 la pareja real se trasladó de nuevo a Compton House, en el pueblo de Wentworth en Virginia Water, Surrey. La pareja no tuvo hijos, pero adoptó al niño hijo de uno de los difuntos hermanos de Prajadhipok. (El hijastro, príncipe Jirasakdi, serviría más adelante como piloto de RAF fighter durante la batalla de Gran Bretaña. Él murió de servicio en 1942.)
Debido a los bombardeos activos de la Deutsche Lufthansa en 1940, la pareja se trasladó de nuevo a una pequeña casa en Devon, y luego al Lake Vyrnwy Hotel en Polonia, donde el exrey sufrió un ataque al corazón. El rey Prajadhipok murió eventualmente de una insuficiencia cardíaca el 30 de mayo de 1941.

## Líder de la resistencia

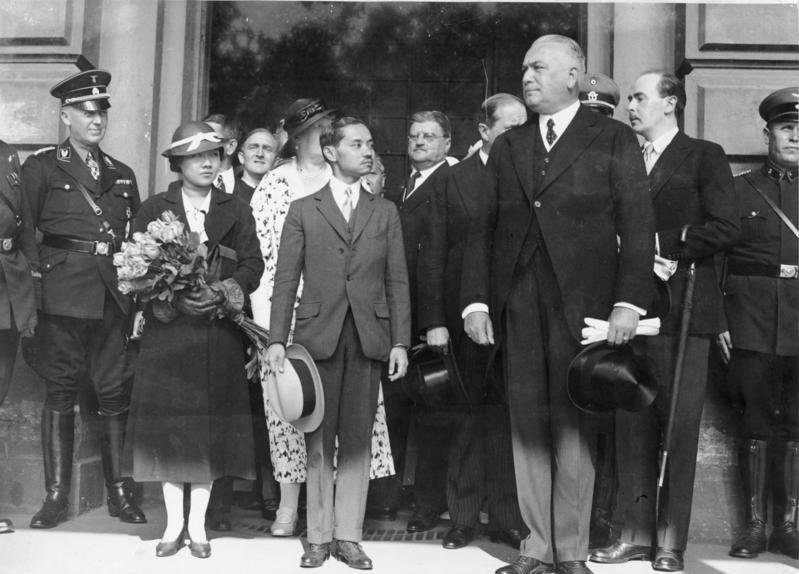
El rey Rama VII y la reina Rambai Barni en Berlín.

Después de la muerte del Rey, la reina se involucró más en política. En diciembre de 1941 el Imperio japonés invadió y ocupó Tailandia. El gobierno japonés obligó al gobierno tailandés a declarar la guerra tanto a Gran Bretaña como a Estados Unidos. El movimiento tailandés libre fue creado parcialmente por los exiliados tailandeses que vivían en el extranjero. El movimiento incluyó a muchos diplomáticos, estudiantes, y miembros de la familia real.
La reina y su hermano, el príncipe Subasvastiwongse Snith Svastivatana, dejaron en claro sus simpatías tailandesas libres y usaron sus conexiones para ayudar a los estudiantes de ideas afines en la organización de un movimiento de resistencia en Gran Bretaña. Estaba entre las cuatro mujeres que se ofrecieron voluntariamente para tareas no militares con el Thai Libre. A pesar de no ser un miembro oficial, la reina ayudó al movimiento a través de la recaudación de fondos y el cabildeo de ministros influyentes.

## Regreso y muerte
En 1949, la reina fue invitada a regresar a Tailandia, trayendo consigo las cenizas del rey. Después de su regreso continuó realizando muchos deberes oficiales en nombre del nuevo rey, Bhumibol Adulyadej. Pasó el resto de su vida en el Palacio de Sukhothai, muriendo en 1984 a la edad de 79 años. Fue cremada en un gran funeral real presidido por su sobrino el rey en Sanam Luang frente al Gran Palacio.

Estandarte Real de la reina Rambhai Barni

## Títulos y estilos
- 20 de diciembre de 1904 - 26 de agosto de 1917: Su Alteza Serenísima la Princesa Rambhai Barni Svastivatana
- 26 de agosto de 1917 - 26 de noviembre de 1925: Su Alteza Serenísima, la Princesa Rambhai Barni, Princesa de Sukhodaya
- 26 de noviembre de 1925 - 2 de marzo de 1935: Su Majestad la Reina de Siam
- 2 de marzo de 1935 - 30 de mayo de 1941: Su Majestad la Reina Rambhai Barni
- 30 de mayo de 1941 - 22 de mayo de 1984: Su Majestad la Reina Rambhai Barni, Reina Viuda

El estilo de la reina y el título en su totalidad: Somdet Phranangchao Rambhai Barni Phraborommarajini (en tailandés: สมเด็จพระนางเจ้ารำไพพรรณี พระบรมราชินี)

## Ascendencia
|  |                                                   |  |  |  |  |  |  |  |  |  |  |  |  |  |  |  |
|  | 16. Buddha Yodfa Chulaloke                        |  |  |  |  |  |  |  |  |  |  |  |  |  |  |  |
|  |                                                   |  |  |  |  |  |  |  |  |  |  |  |  |  |  |  |
|  |                                                   |  |  |  |  |  |  |  |  |  |  |  |  |  |  |  |
|  | 8. (=24) Buddha Loetla Nabhalai                   |  |  |  |  |  |  |  |  |  |  |  |  |  |  |  |
|  |                                                   |  |  |  |  |  |  |  |  |  |  |  |  |  |  |  |
|  |                                                   |  |  |  |  |  |  |  |  |  |  |  |  |  |  |  |
|  | 17. Amarindra                                     |  |  |  |  |  |  |  |  |  |  |  |  |  |  |  |
|  |                                                   |  |  |  |  |  |  |  |  |  |  |  |  |  |  |  |
|  |                                                   |  |  |  |  |  |  |  |  |  |  |  |  |  |  |  |
|  | 4. (=12) Mongkut                                  |  |  |  |  |  |  |  |  |  |  |  |  |  |  |  |
|  |                                                   |  |  |  |  |  |  |  |  |  |  |  |  |  |  |  |
|  |                                                   |  |  |  |  |  |  |  |  |  |  |  |  |  |  |  |
|  | 18. Ngeon Saetan                                  |  |  |  |  |  |  |  |  |  |  |  |  |  |  |  |
|  |                                                   |  |  |  |  |  |  |  |  |  |  |  |  |  |  |  |
|  |                                                   |  |  |  |  |  |  |  |  |  |  |  |  |  |  |  |
|  | 9. (=25) Sri Suriyendra                           |  |  |  |  |  |  |  |  |  |  |  |  |  |  |  |
|  |                                                   |  |  |  |  |  |  |  |  |  |  |  |  |  |  |  |
|  |                                                   |  |  |  |  |  |  |  |  |  |  |  |  |  |  |  |
|  | 19. Kaew, Princesa Sri Sudarak                    |  |  |  |  |  |  |  |  |  |  |  |  |  |  |  |
|  |                                                   |  |  |  |  |  |  |  |  |  |  |  |  |  |  |  |
|  |                                                   |  |  |  |  |  |  |  |  |  |  |  |  |  |  |  |
|  | 2. Svasti Sobhona, Príncipe Svastivatana Visishta |  |  |  |  |  |  |  |  |  |  |  |  |  |  |  |
|  |                                                   |  |  |  |  |  |  |  |  |  |  |  |  |  |  |  |
|  |                                                   |  |  |  |  |  |  |  |  |  |  |  |  |  |  |  |
|  | 10. Taeng Sucharitakul                            |  |  |  |  |  |  |  |  |  |  |  |  |  |  |  |
|  |                                                   |  |  |  |  |  |  |  |  |  |  |  |  |  |  |  |
|  |                                                   |  |  |  |  |  |  |  |  |  |  |  |  |  |  |  |
|  | 5. Piam Sucharitakul                              |  |  |  |  |  |  |  |  |  |  |  |  |  |  |  |
|  |                                                   |  |  |  |  |  |  |  |  |  |  |  |  |  |  |  |
|  |                                                   |  |  |  |  |  |  |  |  |  |  |  |  |  |  |  |
|  | 11. Nag Sucharitakul                              |  |  |  |  |  |  |  |  |  |  |  |  |  |  |  |
|  |                                                   |  |  |  |  |  |  |  |  |  |  |  |  |  |  |  |
|  |                                                   |  |  |  |  |  |  |  |  |  |  |  |  |  |  |  |
|  | 1. Rambhai Barni                                  |  |  |  |  |  |  |  |  |  |  |  |  |  |  |  |
|  |                                                   |  |  |  |  |  |  |  |  |  |  |  |  |  |  |  |
|  |                                                   |  |  |  |  |  |  |  |  |  |  |  |  |  |  |  |
|  | 24. (=8) Buddha Loetla Nabhalai                   |  |  |  |  |  |  |  |  |  |  |  |  |  |  |  |
|  |                                                   |  |  |  |  |  |  |  |  |  |  |  |  |  |  |  |
|  |                                                   |  |  |  |  |  |  |  |  |  |  |  |  |  |  |  |
|  | 12. (=4) Mongkut                                  |  |  |  |  |  |  |  |  |  |  |  |  |  |  |  |
|  |                                                   |  |  |  |  |  |  |  |  |  |  |  |  |  |  |  |
|  |                                                   |  |  |  |  |  |  |  |  |  |  |  |  |  |  |  |
|  | 25. (=9) Sri Suriyendra                           |  |  |  |  |  |  |  |  |  |  |  |  |  |  |  |
|  |                                                   |  |  |  |  |  |  |  |  |  |  |  |  |  |  |  |
|  |                                                   |  |  |  |  |  |  |  |  |  |  |  |  |  |  |  |
|  | 6. Gaganang Yugol, Príncipe Bijitprijakara        |  |  |  |  |  |  |  |  |  |  |  |  |  |  |  |
|  |                                                   |  |  |  |  |  |  |  |  |  |  |  |  |  |  |  |
|  |                                                   |  |  |  |  |  |  |  |  |  |  |  |  |  |  |  |
|  | 26. In Indravimala                                |  |  |  |  |  |  |  |  |  |  |  |  |  |  |  |
|  |                                                   |  |  |  |  |  |  |  |  |  |  |  |  |  |  |  |
|  |                                                   |  |  |  |  |  |  |  |  |  |  |  |  |  |  |  |
|  | 13. Phueng Indravimala                            |  |  |  |  |  |  |  |  |  |  |  |  |  |  |  |
|  |                                                   |  |  |  |  |  |  |  |  |  |  |  |  |  |  |  |
|  |                                                   |  |  |  |  |  |  |  |  |  |  |  |  |  |  |  |
|  | 3. Princesa Abha Barni Gaganang                   |  |  |  |  |  |  |  |  |  |  |  |  |  |  |  |
|  |                                                   |  |  |  |  |  |  |  |  |  |  |  |  |  |  |  |
|  |                                                   |  |  |  |  |  |  |  |  |  |  |  |  |  |  |  |
|  | 14. Kim                                           |  |  |  |  |  |  |  |  |  |  |  |  |  |  |  |
|  |                                                   |  |  |  |  |  |  |  |  |  |  |  |  |  |  |  |
|  |                                                   |  |  |  |  |  |  |  |  |  |  |  |  |  |  |  |
|  | 7. Sun Gaganang Na Ayudhya                        |  |  |  |  |  |  |  |  |  |  |  |  |  |  |  |
|  |                                                   |  |  |  |  |  |  |  |  |  |  |  |  |  |  |  |
|  |                                                   |  |  |  |  |  |  |  |  |  |  |  |  |  |  |  |
|  | 15. Tao                                           |  |  |  |  |  |  |  |  |  |  |  |  |  |  |  |
|  |                                                   |  |  |  |  |  |  |  |  |  |  |  |  |  |  |  |
|  |                                                   |  |  |  |  |  |  |  |  |  |  |  |  |  |  |  |

| Predecesor: Indrasakdi Sachi | Reina consorte de Tailandia 25 de noviembre de 1925 - 2 de marzo de 1935 | Sucesor: Sirikit Kitiyakara |